# Gampaha (dystrykt)
Dystrykt Gampaha (tamil. கம்பஹா மாவட்டம், trl. Kampahā Māvaṭṭam; syng. ගම්පහ දිස්ත්‍රික්කය, trl. gampaha distrikkaya) – jeden z 25 dystryktów Sri Lanki. Administracyjnie należy do Prowincji Zachodniej. Stolicą tego terytorium jest miasto Gampaha.

## Położenie
Dystrykt zlokalizowany jest w zachodniej części Sri Lanki. Jest to najbardziej wysunięty na północ dystrykt Prowincji Zachodniej. Posiada bezpośredni dostęp do wód Oceanu Indyjskiego. Powierzchnia tego obszaru wynosi 1387 km², co czyni go dwudziestym pierwszym pod względem wielkości dystryktem w kraju.

## Ludność
Jednostkę tę według spisu ludności z 2012 roku zamieszkuje 2 294 641, co czyniłoby dystrykt Gampaha drugim najbardziej zaludnionym na Sri Lance.
Struktura narodowościowa:
1.Syngalezi - 2 079 115 (90,6%)

2.Maurowie - 95 501 (4,2%) 

3.Lankijscy Tamilowie - 80 071 (3,5%)

4.Malajowie - 11 658 (0,5%)

5.Indyjscy Tamilowie - 10 879 (0,5%)

6.Burgher - 9 898 (0,4%)

7.Ceṭṭi - 4 093 (0,2%)

8.Bharatha - 552 (0,0%)

9.Pozostali - 2874 (0,1%)

## Galeria

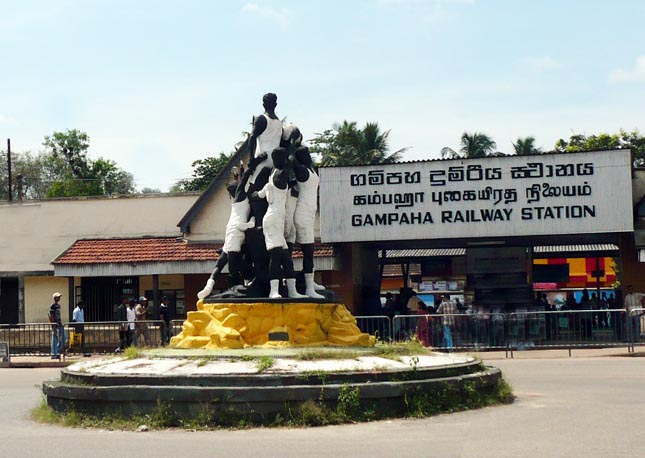
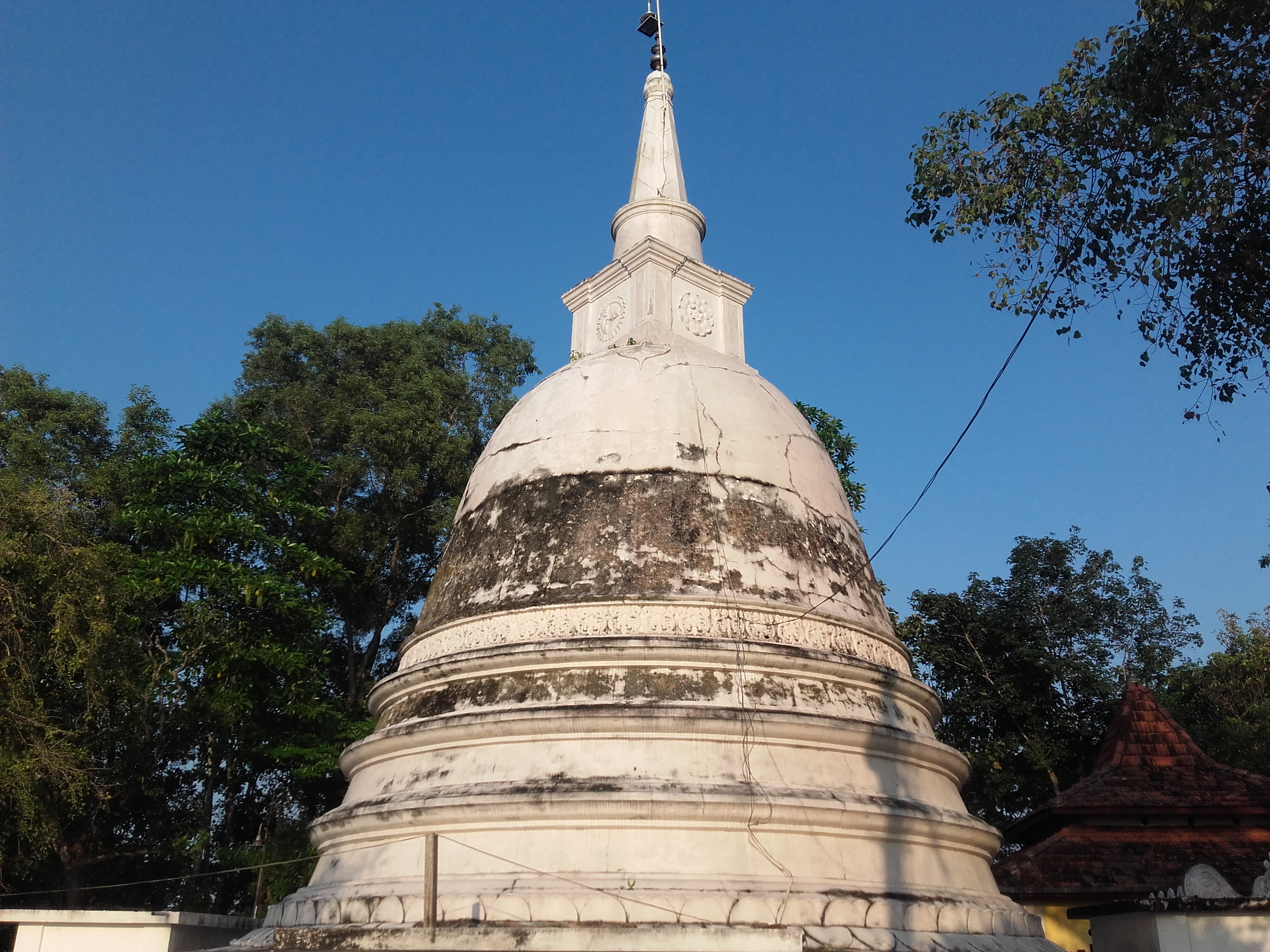
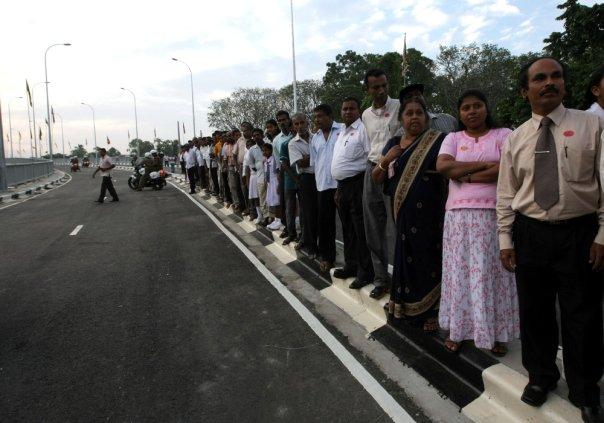
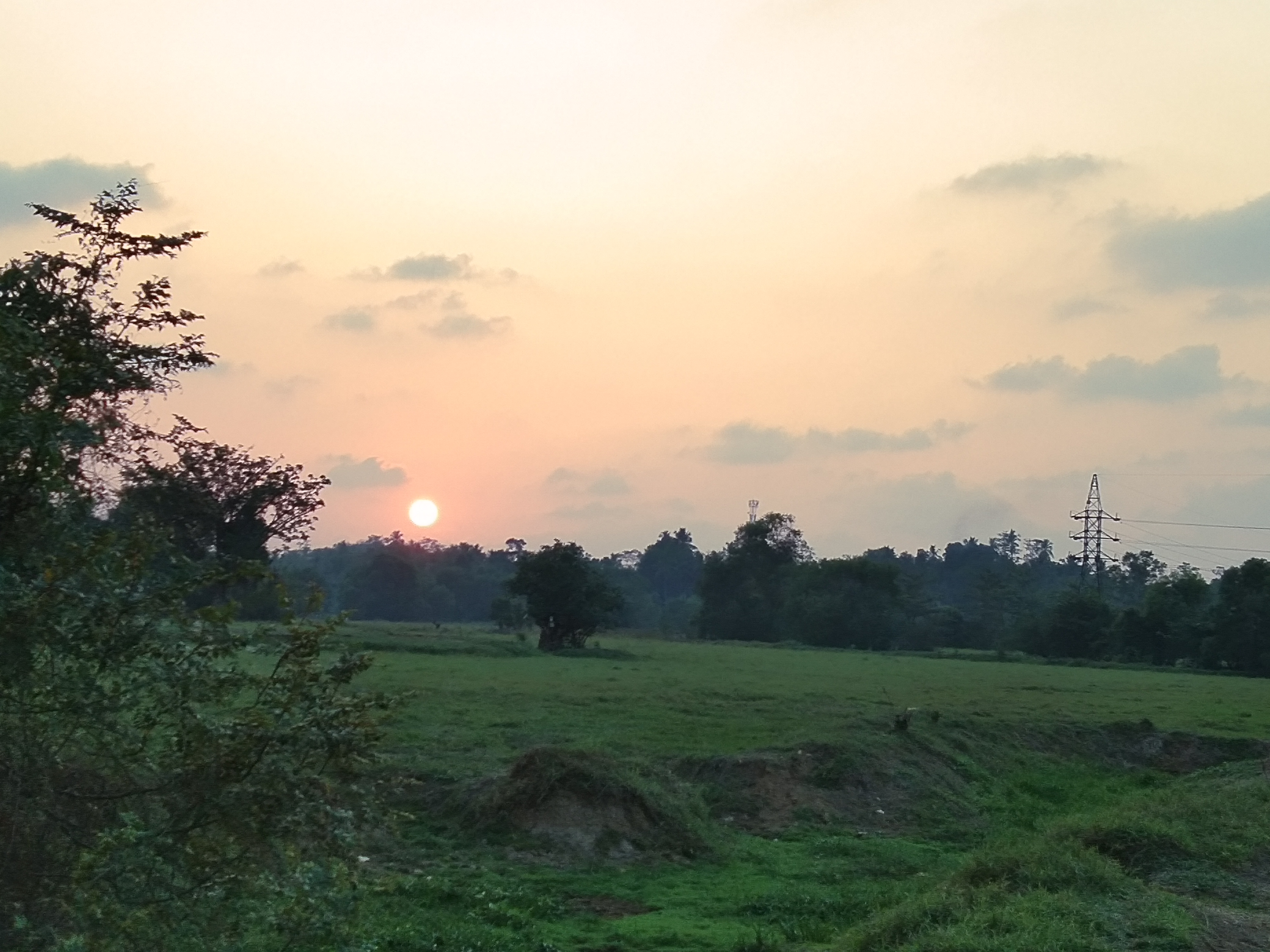
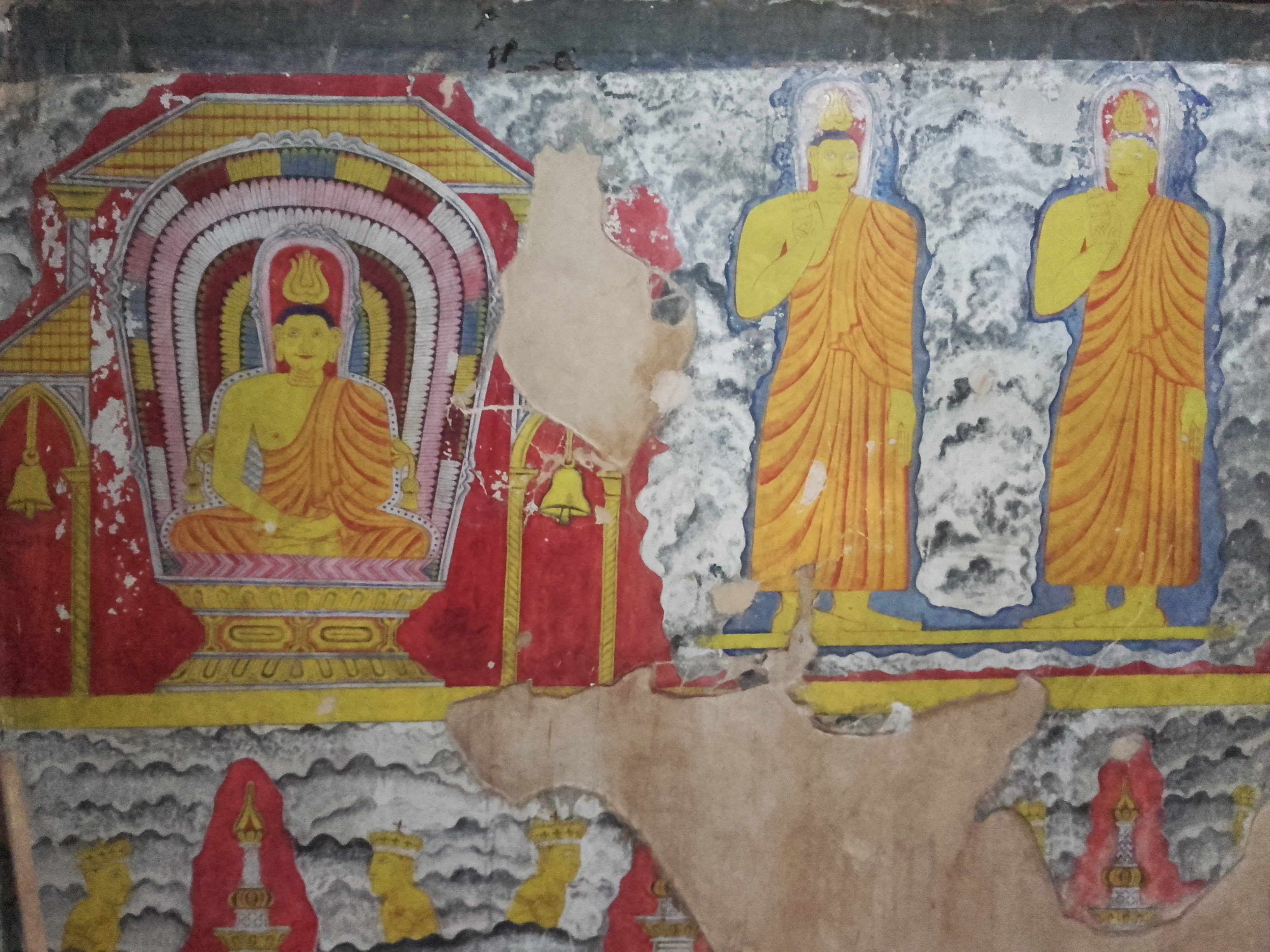
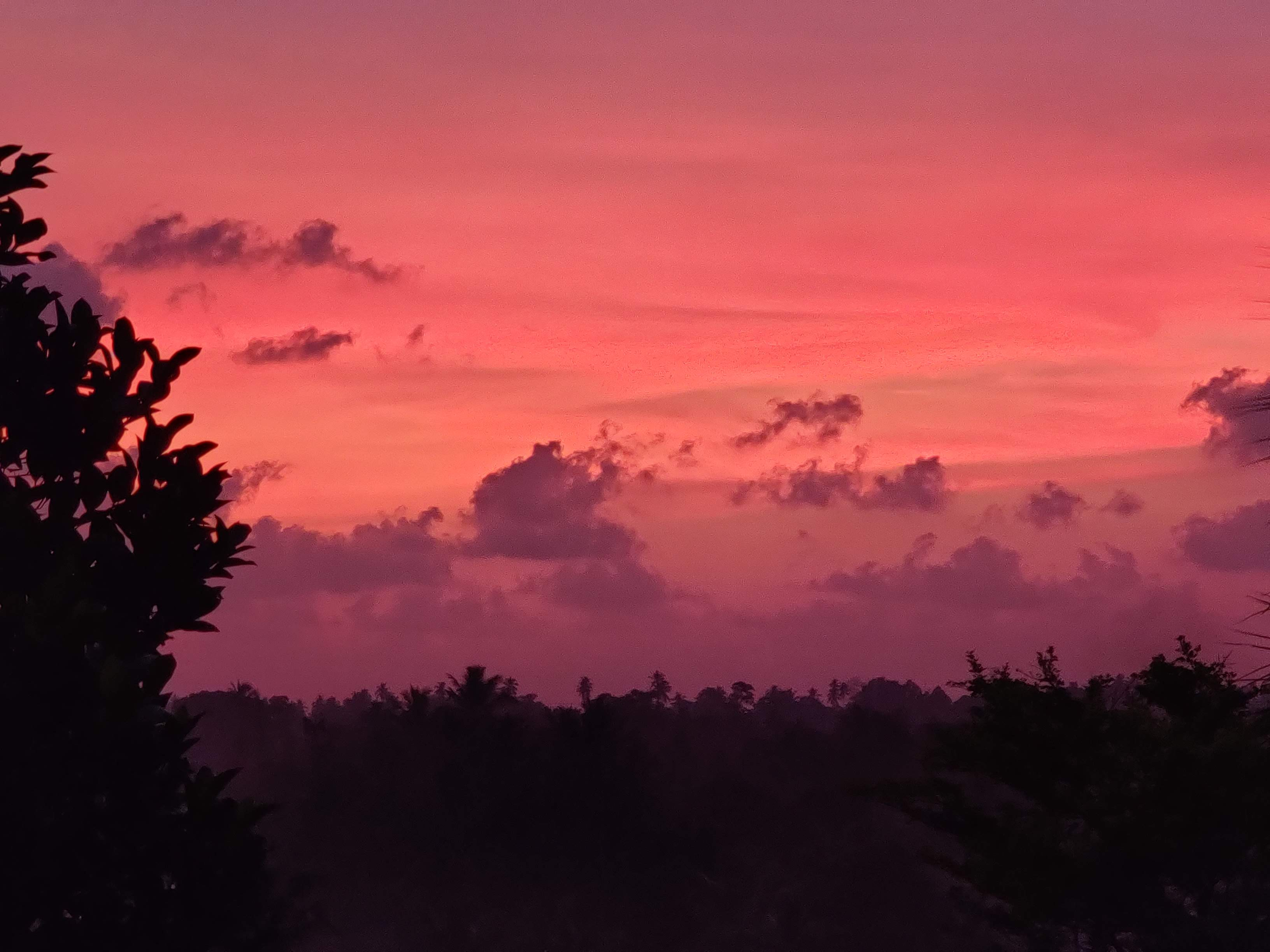
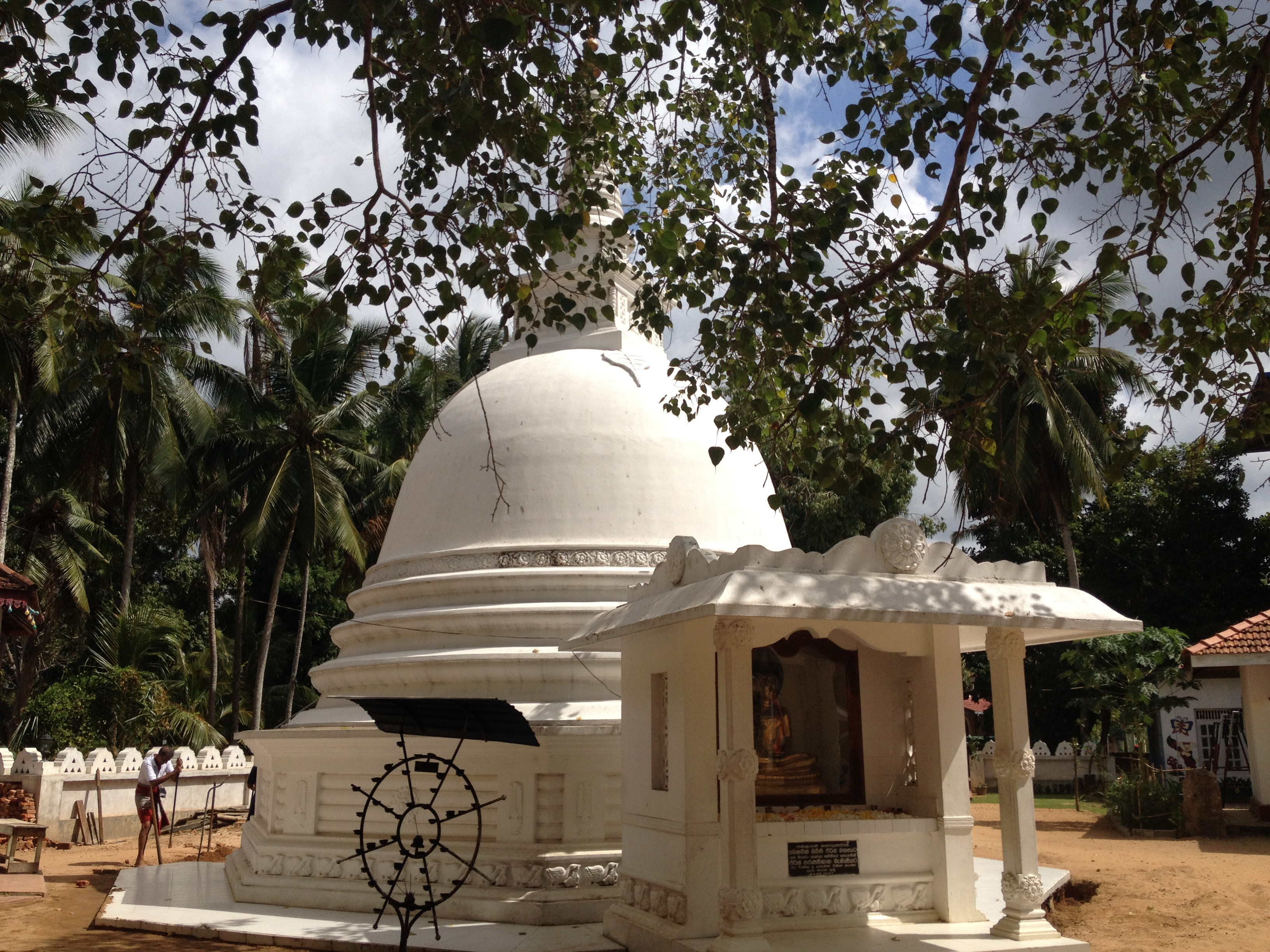